# Beveren-Kalsijde
Beveren-Kalsijde is een gehucht in de West-Vlaamse gemeente Alveringem, vanouds beschouwd als een wijk van Beveren aan de IJzer, hoewel het er enkele kilometers van is verwijderd.
Beveren-Kalsijde ligt tegenover de tot de gemeente Poperinge behorende plaats Roesbrugge, waar het van gescheiden is door de Dode IJzer, een afgesneden loop van de IJzer.
Beveren-Kalsijde ligt op 7,5 meter hoogte en van daar uit kan men, via het grensgehucht  't Kappeltje, de Franse grens en Oostkappel bereiken. Verder kan Beveren aan de IJzer vanuit Beveren-Kalsijde worden bereikt.
In Beveren-Kalsijde bevindt zich het Rohardushof met een aardewerkmuseum.

## Nabijgelegen kernen
Oostkappel, Beveren aan de IJzer, Roesbrugge